# Premi Robert 2011
La 28ª edizione dei Premi Robert si è svolta a Copenaghen il 6 febbraio 2011.

## Vincitori e candidati
I vincitori sono indicati in grassetto, a seguire gli altri candidati.
Miglior film
- R, regia di Tobias Lindholm e Michael Noer
- Sandheden om mænd, regia di Nikolaj Arcel
- Alting bliver godt igen, regia di Christoffer Boe
- Fratellanza - Brotherhood (Broderskab), regia di Nicolo Donato
- Submarino, regia di Thomas Vinterberg

Miglior film per ragazzi
- Hold om mig, regia di Kaspar Munk
- Karla og Jonas, regia di Charlotte Sachs Bostrup
- Olsenbanden på de bonede gulve, regia di Jørgen Lerdam
- Kidnappet, regia di Vibeke Muasya
- Min bedste fjende, regia di Oliver Ussing

Miglior regista
- Tobias Lindholm e Micheal Noer - R
- Nikolaj Arcel - Sandheden om mænd
- Susanne Bier - In un mondo migliore (Hævnen)
- Nicolo Donato - Fratellanza - Brotherhood (Broderskab)
- Thomas Vinterberg - Submarino

Miglior attore protagonista
- Pilou Asbæk - R
- Jens Albinus - Alting bliver godt igen
- Jakob Cedergren - Submarino
- Mads Mikkelsen - Valhalla Rising - Regno di sangue
- Mikael Persbrandt - In un mondo migliore (Hævnen)

Miglior attrice protagonista
- Trine Dyrholm - In un mondo migliore (Hævnen)
- Julie Borchorst Andersen - Hold om mig
- Anette Heick - Olsenbanden på de bonede gulve
- Ellen Hillingsø - Eksperimentet
- Mille Hoffmeyer Lehfeldt - Smukke mennesker

Miglior attore non protagonista
- Peter Plauborg - Submarino
- David Dencik - Fratellanza - Brotherhood (Broderskab)
- Gustav Fischer Kjærulff - Submarino
- Amos Odhiambo - Kidnappet
- Kurt Ravn - Smukke mennesker

Miglior attrice non protagonista
- Bodil Jørgensen - Smukke mennesker
- Irene Kayeri - Kidnappet
- Rosalinde Mynster - Sandheden om mænd
- Tuva Novotny - Sandheden om mænd
- Patricia Schumann - Submarino

Miglior sceneggiatura
- Tobias Lindholm e Michael Noer - R
- Nikolaj Arcel e Rasmus Heisterberg - Sandheden om mænd
- Anders Thomas Jensen - In un mondo migliore (Hævnen)
- Tobias Lindholm e Thomas Vinterberg - Submarino
- Nicolas Winding Refn e Roy Jacobsen - Valhalla Rising - Regno di sangue

Miglior fotografia
- Magnus Nordenhof Jønk - R
- Charlotte Bruus Christensen - Submarino
- Manuel Alberto Claro - Alting bliver godt igen
- Morten Søborg - Valhalla Rising - Regno di sangue
- Rasmus Videbæk - Sandheden om mænd

Miglior montaggio
- Adam Nielsen - R
- Peter Brandt - Alting bliver godt igen
- Mathew Newman - Valhalla Rising - Regno di sangue
- Mikkel E. G. Nielsen - Sandheden om mænd
- Aldri Steinn e Valdís Óskarsdóttir - Submarino

Miglior scenografia
- Torben Stig Nielsen - Submarino
- Charlotte Bech - Smukke mennesker
- Thomas Bremer - Sandheden om mænd
- Thomas Greve - Alting bliver godt igen
- Laurel Wear - Valhalla Rising - Regno di sangue

Migliori costumi
- Margrethe Rasmussen - Submarino
- Gill Horn - Valhalla Rising - Regno di sangue
- Manon Rasmussen - Alting bliver godt igen
- Manon Rasmussen - Sandheden om mænd
- Rikke Simonsen - Smukke mennesker

Miglior musica
- Thomas Blachman e Kristian Eidnes Andersen - Submarino
- Simon Brenting e Jesper Mechlenburg - Fratellanza - Brotherhood (Broderskab)
- Sylvain Chauveau - Alting bliver godt igen
- Peter Peter e Peter Kyed - Valhalla Rising - Regno di sangue
- Mikael Simpson - Hold om mig

Miglior canzone
- Riverside di Agnes Obel - Submarino
- Dust di Claus Hempler, Jesper Mechlenburg, Simon Brenting e Nicolo Donato - Fratellanza - Brotherhood (Broderskab)
- Like a leaf di Rasmus Olsen - Sandheden om mænd
- Secret life di Pernille Rosendahl, Kristian Leth e Fridolin Nordsø - Kidnappet
- Inden du falder i søvn di Mikael Simpson  - Hold om mig

Miglior sonoro
- Morten Green - R
- Kristian Eidnes Andersen - Submarino
- Claus Lynge e Hans Kristian Koch - Sandheden om mænd
- Douglas Macdougall - Valhalla Rising - Regno di sangue
- Eddie Simonsen e Anne Jensen - In un mondo migliore (Hævnen)

Miglior trucco
- Niamh Morrison - Valhalla Rising - Regno di sangue
- Charlotte Laustsen - Alting bliver godt igen
- Charlotte Laustsen - In un mondo migliore (Hævnen)
- Bjørg Serup - Fratellanza - Brotherhood (Broderskab)
- Bjørg Serup - Submarino

Migliori effetti speciali
- Morten Jacobsen e Thomas Foldberg - R
- Jeppe Nygaard Christensen - Sandheden om mænd
- Morten Jacobsen e Thomas Foldberg - Smukke mennesker
- Daniel Parker e Hummer Højmark - In un mondo migliore (Hævnen)
- Thomas Stender, Ernst Krogtoft e Emma Engberg - Alting bliver godt igen

Miglior film statunitense
- Inception, regia di Christopher Nolan
- Precious, regia di Lee Daniels
- The Social Network, regia di David Fincher
- A Single Man, regia di Tom Ford
- Tra le nuvole (Up in the Air), regia di Jason Reitman

Miglior film straniero non statunitense
- An Education, regia di Lone Scherfig
- Il nastro bianco (Das weiße Band), regia di Michael Haneke
- Fish Tank, regia di Andrea Arnold
- Nowhere Boy, regia di Sam Taylor-Wood
- Il profeta (Un prophète), regia di Jacques Audiard

Miglior documentario
- Armadillo, regia di Janus Metz
- Tommy, regia di Sami Saif
- The Good Life, regia di Eva Mulvad

Miglior cortometraggio di finzione o d'animazione
- To Venner, regia di Paw Charlie Ravn
- Peaceforce, regia di Peter Gornstein
- Bellum, regia di David B. Sørensen

Miglior cortometraggio documentario
- Fini, regia di Jacob Secher Schulsinger
- Hjemmefronten - fjenden bag hækken, regia di Phie Ambo
- The naked of Saint Petersburg, regia di Ada Bligaard Søby